# او-لن جونز
او-لن جونز (به انگلیسی: O-Lan Jones) (زاده ۲۳ مهٔ ۱۹۵۰) بازیگر آمریکایی است.
از فیلم‌های معروف او می‌توان به بازی در فیلم خانه دوشیزه پرگرین، ارتفاعات آرام و حیوانات اشاره کرد.

## زندگی‌نامه
جونز در لس آنجلس، کالیفرنیا زاده شد. نام اول او از قهرمان چینی رمان زمین خوب نوشته پرل اس باک گرفته شده‌است. پدرش در کودکی خانواده اش را ترک کرد. مادرش اسکارلت جانسون، که خود را «روح آزاد» توصیف می‌کند، زمانی که جونز ۱۵ ساله بود، خانواده خود را به مدت یک سال به روستای دورافتاده مایاها در جنگل یوکاتان نقل مکان کرد. در سال ۱۹۶۶ آنها به روستای گرینویچ، شهر نیویورک نقل مکان کردند. یک سال بعد جونز حرفه بازیگری خود را آغاز کرد. در آنجا بود که جانسون (مادر او-لن) با کمدین و بازیگر جانی دارکه ازدواج کرد، در حالی که جونز با بهترین دوست دارکه، نمایشنامه‌نویس سام شپارد قرار می‌گذاشت. شپارد نقش «اولان» را برای جونز در سال ۱۹۶۷ در یک فیلم در نظر گرفت.
سال ۱۹۶۹، جونز و شپارد ازدواج کردند. او در تعدادی از نمایشنامه‌های او از جمله خودکشی در B♭ و شهر فرشته بازی کرد. جونز در سال ۱۹۷۱ پسر خود جسی را به دنیا آورد.
جونز فارغ التحصیل رشته نمایشنامه نویسی است. او علاوه بر بازیگر بودن، نویسنده، نوازنده، آهنگساز و ترانه‌سرا است. او مدیر هنری Overtone Industries است، شرکتی که در سال ۱۹۸۰ تأسیس کرد و به خلق و توسعه آثار جدید برای اپرا و تئاتر موزیکال اختصاص داشت. در سال ۲۰۰۳ او با دوست پسر قدیمی خود هالدور انارد ازدواج کرد.